# Ramphotyphlops mansuetus
Ramphotyphlops mansuetus — вид змій родини сліпунів (Typhlopidae). Ендемік Соломонових островів.

## Поширення і екологія
Ramphotyphlops mansuetus відома за двома зразками, один з яких зібраний на острові Бугенвіль, а другий — на острові Макіра. Вони живуть у вологих тропічних лісах.